# Kringeltjärnen (Rättviks socken, Dalarna)
Kringeltjärnen är en sjö i Rättviks kommun i Dalarna och ingår i Dalälvens huvudavrinningsområde.